# Kübassaare poolsaar
Kübassaare poolsaar är en halvö i Estland. Den ligger i Ösels kommun (före 2017 i Pöide kommun) i landskapet Saaremaa (Ösel), i den västra delen av landet, 140 km sydväst om huvudstaden Tallinn. Den utgör ön Ösels östudde mot Rigabukten.